# Сказки старого волшебника
«Сказки старого волшебника» — советский художественный фильм 1984 года из двух серий. Музыкальная комедия режиссёра Натальи Збандут по мотивам сказок Шарля Перро.

## Сюжет
В каждой сказке есть свои законы. Фея видит в них только добро, колдунья - одно лишь зло. Хранитель сказок когда-то тоже обучался волшебству, потом бросил и начал сочинять сказки, но это всё в прошлом. Теперь он только охраняет сказки, написанные задолго до него и не позволяет себе вмешиваться. 
В старые-старые времена жили-были король с королевой, и однажды у них родилась дочь. В честь этого события король созвал на бал всех жителей сказочного королевства: Золушку и её сетёр, Красную Шапочку, Людоеда, герцога Рауля Синюю Бороду с восьмой женой и конечно добрую фею и злую колдунью. Однако последняя в результате путаницы приглашения не получила и воспользовавшись поводом, прокляла принцессу: в день шестнадцатилетия она уколет палец веретеном, и заснёт вечным сном. Фея, следуя сказочным законам, не может отметить проклятие, но смягчает его: через сто лет должен появиться принц и разбудить принцессу поцелуем. 
Король распоряжается уничтожить все прялки в королевстве, а число 16 изъять из употребления. Однако в королевстве появляется юный странствующий принц - мастер на все руки и очень добрый, готовый помочь каждому нуждающемуся. Он изготавливает ткацкий станок и учит принцессу считать. Безуспешно придворные пытаются помешать им сблизиться, лишь по просьбе короля принц соглашается уехать, обещая принцессе ждать её письма. Но сказка неотвратимо идёт своим чередом. Должно пройти ровно сто лет, прежде можно будет снять проклятие, и тогда, услышав от менестрелей балладу о спящей красавице, постаревший принц поймёт, что никто кроме него не в сможет это сделать. Но сможет ли принцесса выйти за него замуж и быть с ним счастлива, сможет ли она быть счастлива без него, если он не захочет обременять её своей старостью? Все старики хотели бы превратиться в юношей, только ни у кого не выходит. Но чтобы добро победило зло, нужно отдать хотя бы маленький кусочек своего сердца.

## В ролях
- Антон Табаков — Принц (в юности) / вокал — Владимир Дяденистов
- Игорь Кваша — старый Принц
- Татьяна Васильева — Злая Колдунья
- Регина Разума — Фея Доброе Сердце
- Сергей Юрский — Хранитель Сказок
- Александр Демьяненко — Людоед
- Армен Джигарханян — Младший Министр, позднее Самый Главный Министр королевства
- Игорь Дмитриев — Первый Министр
- Евгений Евстигнеев — Король-самозванец
- Виктор Ильичёв — Скороход
- Анна Исайкина — принцесса / вокал — Галина Смучинская
- Юлия Космачёва — Красная Шапочка
- Михаил Светин — Король
- Людмила Крылова — Королева
- Дмитрий Полонский — ученик Принца
- Маргарита Сергеечева — Золушка
- Людмила Аринина — Мачеха
- Наталья Стриженова — фрейлина
- Александр Шаврин — Синяя Борода
- Евгения Симонова — жена Синей Бороды
- Игорь Шарапов — почтарь
- Григорий Гладков — менестрель
- Сергей Зинченко — повар

## Съёмочная группа
| Режиссёр       | Наталья Збандут                  |
| Сценаристы     | Виктор Викторов, Иосиф Леонидов  |
| Оператор       | Денис Евстигнеев                 |
| Художники      | Ксана Медведь, Владимир Шинкевич |
| Композитор     | Григорий Гладков                 |
| Песни на стихи | Александра Тимофеевского         |
|                |                                  |

## Песни
Песни Григория Гладкова на стихи Александра Тимофеевского. В песне Младшего Министра используется мелодия из мультфильма «Пластилиновая ворона».